# Nicola Venchiarutti
Nicola Venchiarutti, né le 7 octobre 1998 à Tolmezzo, est un coureur cycliste italien.

## Biographie
Nicola Venchiarutti commence le cyclisme à l'âge de 6 ans (G1) au club Ciclistica Bujese,. En 2016, il s'illustre sur piste, en devenant champion d'Italie de poursuite par équipes juniors (moins de 19 ans). 
Pour la saison 2017, Venchiarutti devient membre de la Cycling Team Friuli ASD et participe principalement à des courses du calendrier national. Lorsque l'équipe obtient une licence en tant qu'équipe continentale en 2019, il bénéficie de la possibilité de courir plus souvent au niveau international. Lors de cette saison 2019, il se distingue en remportant La Popolarissima, ainsi que la Ruota d'Oro, ses premiers succès sur l'UCI Europe Tour. La même année, il s'impose sur une étape du Tour d'Italie espoirs. 
Il passe professionnel à partir de 2020 au sein de l'UCI ProTeam Androni Giocattoli-Sidermec, qui l'engage pour deux ans,. Après avoir été rarement utilisé lors de la saison 2020 en raison de la pandémie de Covid-19, il participe pour la première fois à un grand rour avec le Tour d'Italie 2021 qu'il termine à la 132e place du général.
Après deux ans chez Androni Giocattoli-Sidermec sans aucun résultat notable, son contrat n'est pas renouvelé. Il rejoint en 2022 la formation Work Service-Vitalcare-Dynatek, une équipe continentale italienne. Le 22 mai 2022, lors du sprint final du Trophée de la ville de Castelfidardo, Venchiarutti percute sur le trottoir à 70 km/h Stefano Martolini - directeur sportif de l'équipe Viris Vigevano - en train de regarder l'arrivée. Ce dernier meurt des suites de ses blessures, tandis que Venchiarutti est transporté à l'hôpital avec plusieurs vertèbres fracturées et un traumatisme crânien. Accusé d'avoir volontairement roulé sur le trottoir pour obtenir un avantage lors du sprint, il est acquitté en mars 2023 par la justice sportive. Il peut ainsi reprendre la compétition en attendant le procès pénal.

## Palmarès et résultats

### Palmarès sur route
- 2018
  - Gran Premio Polverini Arredamenti
  - 2e du Grand Prix Adria Mobil
- 2019
  - La Popolarissima
  - 8e étape du Tour d'Italie espoirs
  - Ruota d'Oro
- 2022
  - Grand Prix de la ville de Pontedera
  - 3e du Grand Prix Adria Mobil

### Résultats sur les grands tours

#### Tour d'Italie
1 participation
- 2021 : 132e

### Classements mondiaux
| Année                                 | 2018  | 2019 | 2020  | 2021  | 2022  |
| ------------------------------------- | ----- | ---- | ----- | ----- | ----- |
| Classement mondial                    | 1208e | 883e | 1490e | 2068e | 1401e |
| UCI Europe Tour                       | 747e  | 643e | 1115e | 1403e | 953e  |
|                                       |       |      |       |       |       |
| Légende : nc = non classéSource : UCI |       |      |       |       |       |

### Palmarès sur piste
- 2016
  -  Champion d'Italie de poursuite par équipes juniors (avec Alberto Giuriato, Mattia Pezzarini, Emanuele Amadio et Gabriel Marchesan)